# Unione cristiana evangelica battista d'Italia
L'Unione Cristiana Evangelica Battista d'Italia (UCEBI), sorta nel 1956, raccoglie su base volontaria 117 chiese evangeliche battiste sparse sul territorio nazionale. Di esse 87 sono chiese storicamente italiane, mentre le restanti 30 sono chiese etniche/internazionali. Tra queste ultime, 23 non sono membro effettivo dell'Unione bensì soltanto convenzionate con la stessa.                                                                                                                                                                                                                                                                       Il numero dei membri dell'UCEBI è di circa 6000 credenti confessanti e 10.000 tra bambini e simpatizzanti.
L'UCEBI fa parte della Federazione delle Chiese evangeliche in Italia (FCEI). È inoltre membro dell'Alleanza mondiale battista, della Federazione battista europea, del Consiglio ecumenico delle Chiese (CEC), della Conferenza delle Chiese europee (KEK).
Il movimento battista si colloca nel solco della Riforma protestante e ha origine in Inghilterra. Esso approda in Italia a partire dal 1860, ad opera di predicatori inglesi prima e americani poi; nel 1956 i battisti italiani si rendono completamente autonomi dalle missioni d'origine.
Il movimento battista in Italia si radicherà in tutta Italia con la costituzione di chiese. Ad oggi in 17 regioni su 20 vi sono chiese dell'UCEBI.
Fanno parte dell'identità battista italiana l'attenzione alla libertà di coscienza e alla separazione tra Chiesa e Stato. Negli ultimi decenni grande importanza è stata data anche al tema dell’immigrazione, della lotta contro la violenza sulle donne e contro l’omofobia.
Dal punto di vista dottrinale, le chiese UCEBI riconoscono come sacramenti il Battesimo dei credenti e la Santa Cena, alla quale chiunque può liberamente partecipare, prescindendo dall'apprtenenza confessionale.
Quanto alla struttura, le chiese sono organizzate secondo un modello ecclesiologico congregazionalista: ogni chiesa locale è autonoma e si autogoverna, anche se l'UCEBI detta le linee generali nell'Assemblea Nazionale che si tiene ogni due anni e alla quale partecipano pastori, pastore e delegati delle singole chiese.
Quanto al rapporto con l'Unione delle chiese metodiste e valdesi, l'UCEBI ha stretto un patto di reciproco riconoscimento nel 1990 con esse, tant'è vero che da allora le tre chiese sono gemellate e condividono pastori e pastore, i quali si formano presso la Facoltà Valdese di Teologia di Roma. Vengono inoltre svolte spesso iniziative congiunte e anche assemblee-sinodo comuni.
Dal 2013 è possibile, nella dichiarazione dei redditi, sulla scheda per la scelta della destinazione dell'8 per mille, con la propria firma destinare l'8 per mille dell'Imposta del Reddito delle Persone Fisiche (IRPEF) all'Unione Cristiana Evangelica Battista d'Italia (UCEBI). I fondi raccolti vengono utilizzati totalmente per finanziare progetti socio-assistenziali e culturali.